# Brahim Zafour
Brahim Zafour est un footballeur international algérien, né le 30 novembre 1977 à Tizi Ouzou. Il évoluait au poste de défenseur central. 
Ce joueur fut sélectionné de 1998 à 2005 avec l'équipe d'Algérie et a participé à la Coupe d'Afrique des nations de football 2002 et 2004.
Il compte 28 sélections en équipe nationale entre 1998 et 2005.
Il est le joueur le plus capé de l'histoire de la JSM Béjaïa.

## Carrière
- 1995-2005 : JS Kabylie
- 2005-2006 : Al-Sailiya
- 2006-2008 : JS Kabylie
- 2008-2015 : JSM Béjaïa

## Palmarès
- Champion d'Algérie en 2004 et 2008 avec la JS Kabylie.
- Vice-champion d'Algérie en 1999, 2002, 2005 et 2007 avec la JS Kabylie.
- Vice-champion d'Algérie en 2011 et 2012 avec la JSM Béjaïa.
- Vainqueur de la Coupe de la CAF en 2000, 2001 et 2002 avec la JS Kabylie.
- Finaliste de la Coupe d'Algérie en 1999 et 2004 avec la JS Kabylie.
- Finaliste de la Coupe nord-africaine des vainqueurs de coupe en 2009 avec la JSM Béjaïa.
- Finaliste de la Supercoupe d'Algérie en 1995 avec la JS Kabylie.
- Finaliste de la Supercoupe de la CAF en 1996 avec la JS Kabylie.

## Distinctions personnelles
- l'Etoile d'Or du Meilleur joueur du Championnat d'Algérie 2002